# Jacinda Barrett
Pour les articles homonymes, voir Barrett.
Jacinda Barrett, née le 2 août 1972 à Brisbane, Queensland (Australie), est une actrice australo-américano-britannique[réf. nécessaire].

## Biographie

### Jeunesse et débuts
Giacinta Cordelia Arabella Luciana Rosalina Barrett est née le 2 août 1972 à Brisbane, au Queensland, en (Australie). Elle a étudié au Kenmore State High School.

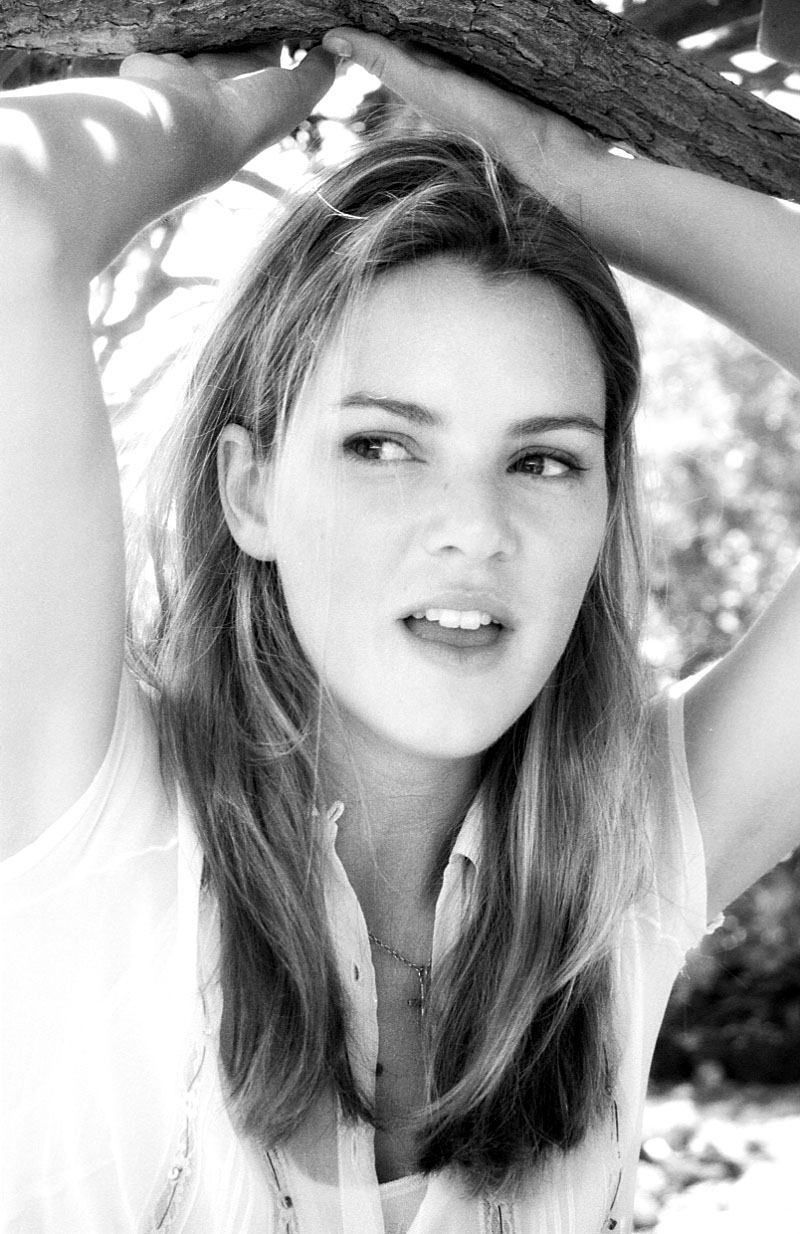
L'actrice en 1998, sur le tournage de la série Wind on Water.

En 1995, à 23 ans, elle part pour Londres pour étudier au British American Drama Academy à Oxford. La même année, elle participe à l'émission de télévision The Real World sur la chaîne MTV,.
Après une poignée de rôles récurrents, puis principaux, dans d'éphémères séries télévisées pour adolescents, elle perce au cinéma dans la production horrifique Urban Legend 2 : Coup de grâce, sortie en 2000.

### Progression discrète au cinéma (années 2000)
Elle poursuit avec des seconds rôles dans des longs-métrages portés par des stars : les drames La Couleur du mensonge, avec Nicole Kidman et Anthony Hopkins en 2003, puis, Piège de feu, avec Joaquin Phoenix et John Travolta, en 2004. Ou encore la comédie romantique Bridget Jones : L'Âge de raison, également en 2004.
En 2005, elle tient le premier rôle féminin du thriller Mr. Ripley et les Ombres, face à Barry Pepper.

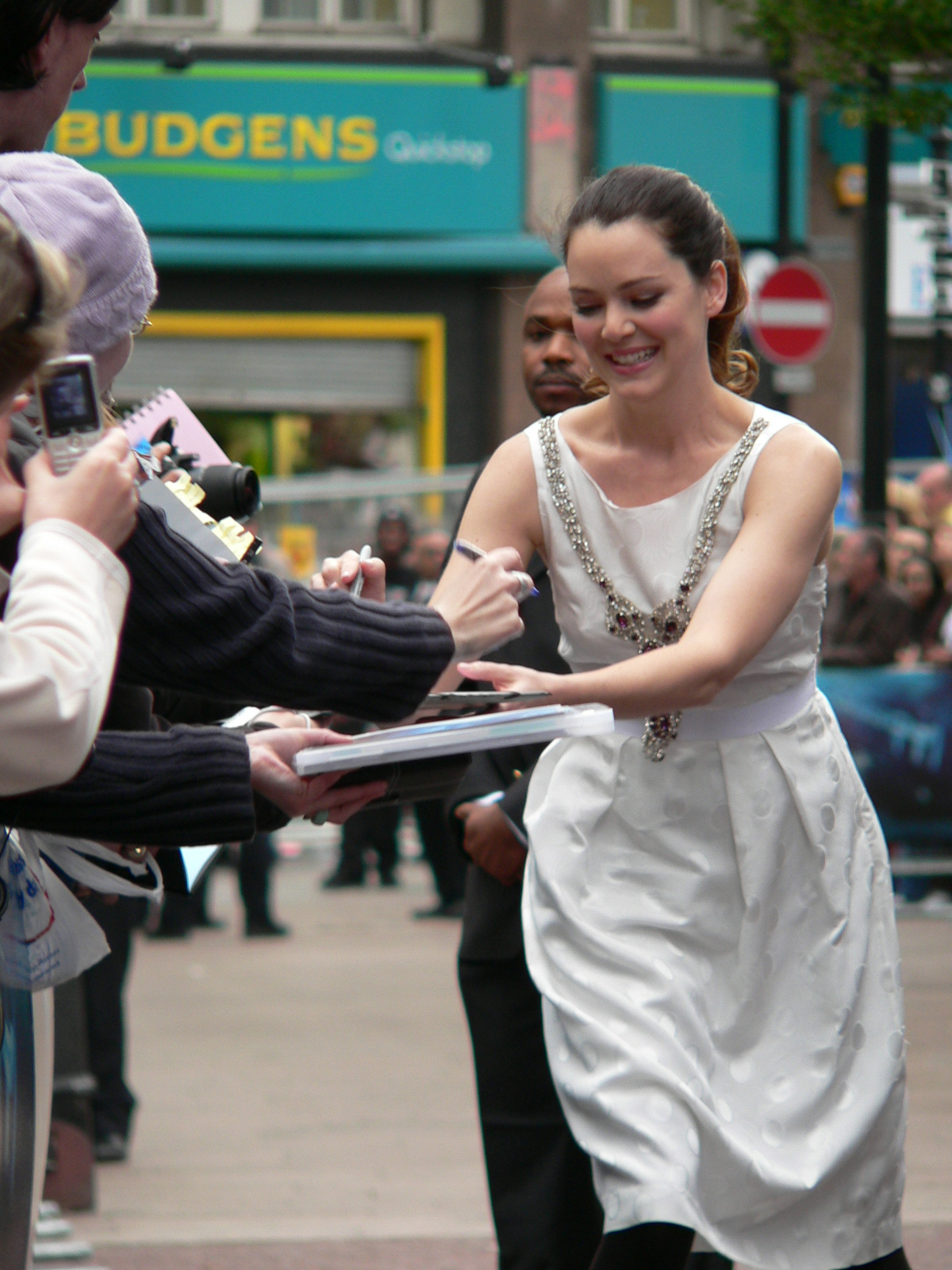
L'actrice en mai 2006, à la première de Poséidon.

L'année 2006 la voit évoluer dans trois projets très différents : elle donne la réplique à Zach Braff pour la comédie dramatique indépendante Last Kiss, puis tient un second rôle dans le drame Un nom pour un autre, réalisé par Mira Nair. Enfin, elle fait partie de la distribution chorale du blockbuster et remake Poséidon.
L'année suivante, elle tient le premier rôle féminin de la comédie potache L'École des dragueurs, écrite et réalisée par Todd Phillips. Elle se fait cependant plus rare les années suivantes : en 2008, elle joue l'un des segments du film à sketches New York, I Love You. Et en 2009, elle joue dans le thriller Middle Men.
Les échecs commerciaux de ces différents projets l'amènent à tourner en Australie le film Matching Jack, dont elle est cette fois la tête d'affiche. Mais le film passe inaperçu.

### Retour à la télévision (années 2010)
Elle se contente ensuite de rôles dans des séries américaines : en 2012, elle joue dans trois épisodes de la série judiciaire Suits, avocats sur mesure ; puis tient un rôle principal dans l'éphémère série fantastique Zero Hour, programmée en 2013. Elle apparait ensuite dans trois épisodes du thriller horrifique The Following, diffusés en 2014.
Finalement, en 2015, elle parvient à sécuriser un rôle principal dans la série de Netflix, Bloodline. La série s'arrête au bout de trois saisons, en 2017.
Elle tourne alors le film d'horreur Seven in Heaven.

### Vie personnelle
Elle s'est mariée avec l'acteur américain Gabriel Macht en 2004 avec qui elle a eu une fille en 2007 et un fils en 2015.

## Filmographie

### Cinéma
- 1997 : Petits Cauchemars entre amis (Campfire Tales) : Heather Wallace (segment « The Locket »)
- 1998 : Art House : Tiffany
- 2000 : Urban Legend 2 : Coup de grâce (Urban Legends: Final Cut) : Lisa
- 2003 : La Couleur du mensonge (The Human Stain) : Steena Paulsson
- 2004 : Piège de feu (Ladder 49) : Linda Morrison
- 2004 : Bridget Jones : L'Âge de raison (Bridget Jones: The Edge of Reason) : Rebecca
- 2005 : Mr Ripley et les Ombres (Ripley Under Ground) : Heloise Plisson
- 2006 : Poséidon : Maggie James
- 2006 : Last Kiss (The Last Kiss) : Jenna
- 2006 : Un nom pour un autre : Maxine Ratliff
- 2007 : L'École des dragueurs (School for Scoundrels) : Amanda
- 2009 : New York, I Love You : Maggie
- 2009 : Middle Men : Maggie
- 2010 : Matching Jack : Diana Harris
- 2016 : So B. It : Ruby Franklin
- 2018 : Seven in Heaven : Megan
- 2021 : L'Ombre du passé (Hide and Seek) de Joel David Moore : Samantha Blackwell

### Télévision
- 1998 : Wind on Water : Kate Poole (rôle récurrent, 4 épisodes)
- 1999 : Zoé, Duncan, Jack et Jane : Lisa (rôle récurrent, 3 épisodes)
- 2000 : D. C. : Finley Scott (rôle récurrent, 7 épisodes)
- 2000 : Bull : Holly Cameron (rôle récurrent, 3 épisodes)
- 2011 : Suits, avocats sur mesure : Zoe Lawford (rôle récurrent, 3 épisodes)
- 2013 : Zero Hour : Laila Galliston, femme de Hank (rôle principal, 13 épisodes)
- 2014 : The Following : Julia (rôle récurrent, 3 épisodes)
- 2015-2017 : Bloodline : Diana Rayburn (rôle principal, 33 épisodes)